# Sundatyphlops polygrammicus
Sundatyphlops polygrammicus är en ormart som beskrevs av Hermann Schlegel år 1839. Sundatyphlops polygrammicus ingår i släktet Sundatyphlops och familjen maskormar. Inga underarter finns listade i Catalogue of Life.
Denna orm förekommer endemisk på flera av Små Sundaöarna. De lever från havsnivå upp till 1200 meter över havet. Individer har setts under stenar vid myrstackar, den har också skådats under trästammar och stora stenar. Enskilda individer har också hittats i regnskogarna på öarna Komodo och Lombok.
IUCN listar arten som livskraftig (LC).